# Levetiracetam
El levetiracetam és un medicament antiepilèptic que s'utilitza per al tractament de tipus específics d'epilèpsia. És l'enantiòmer S de l'etiracetam, estructuralment similar al piracetam, un fàrmac prototípic nootròpic. A Xile es comercialitza com Kopodex R amb un perfil de tolerància per a adults i infants a partir dels 4 anys, i a Mèxic es ven amb els noms comercials Keppra (laboratoris UCB) i Exitelev (Sandoz). Estudis recents mostren efectes positius en les discinèsies per levodopa.
Modula l'acció sinàptica per unió a la proteïna SV2A. Els efectes adversos inclouen somnolència (15% de pacients), astènia (15%), cefalea (14%), infecció (13%), vertigen (9%), atàxia (3%) i irritabilitat.

## Mecanisme d'acció
Redueix l'alliberament de calci intraneural i s'uneix a la proteïna SV2A de les vesícules sinàptiques, està involucrada en l'exocitosi de neurotransmissors.

## Posologia
Dosi diària Total (ml/dia) = Dosi diària (mg/kg/dia) x pes pacient (kg)...100 mg/ml. Addicionalment es determinen els nivells de creatinina.
Consideracions
S'excreta per l'orina sense canvis en un 66% i la seva unió proteica és del 10%.

## Indicacions
El levetiracetam utilitza unió proteica del 10%:
- com a monoteràpia per al tractament de les crisis d'inici parcial amb generalització secundària o sense en pacients de 16 anys d'ara endavant amb epilèpsia recentment diagnosticada
- com a tractament complementari de les crisis d'inici parcial amb generalització secundària o sense en adults i en nens de 4 anys d'ara endavant amb epilèpsia
- com a tractament complementari de les crisis mioclòniques en adults i en adolescents de 12 anys d'ara endavant amb epilèpsia juvenil mioclònica
- com a tractament complementari de les crisis tonicoclòniques primàries generalitzades en adults i en adolescents de 12 anys d'ara endavant amb epilèpsia generalitzada idiopàtica[11]
- com a tractament adjuvant en epilèpsies focals

- Monoteràpia: tractament de crisi d'inici parcial amb/sense generalització secundària en majors de 16 anys amb un nou diagnòstic d'epilèpsia.
- Teràpia concomitant: tractament de crisi d'inici parcial amb/sense generalització secundària en adults i nens > 1 mes amb epilèpsia; en crisis mioclòniques en adults i nens > 12 anys amb epilèpsia mioclònica juvenil i crisis tòniques-clòniques generalitzades primàries en adults i adolescents > 12 anys amb epilèpsia generalitzada idiopàtica.
El levetiracetam pot indicar-se com monoteràpia en les epilèpsies focals siguin o no secundàriament generalitzades des dels 16 anys. En el tractament concomitant aquest agent es pot administrar des dels 4 anys en crisis focals. Juntament amb l'epilèpsia juvenil mioclònica (síndrome de Janz) a partir dels 12 anys i principalment en convulsions tòniques-clòniques generalitzades se certifiquen en el context d'una epilèpsia idiopàtica generalitza en teràpia auxiliar.
Efectes Adversos
Síndrome de Stevens-Johnson, necròlisi epidèrmica tòxica, anèmia i leucopènia. També es pot presentar sedació, astènia, fatiga, cefalees, vòmit, nasofaringitis, falta de coordinació, psicosi, i de vegades ansietat i irritabilitat.
Categoria embaràs FDA
Categoria C: Estudis en animals han revelat efectes adversos en el fetus (teratogènics o embrioide o d'altres). No hi ha estudis controlats en dones. Tampoc hi ha estudis disponibles en dones ni animals. Els fàrmacs han d'administrar-se només si el potencial benefici justifica el potencial risc per al fetus.
Precaucions d'ús en pacients amb:
- Depressió
- Febre
- Infeccions recurrents
- Insuficiència hepàtica greu
- Insuficiència renal
- Dones que poden estar embarassades
- Nens entre 6 i 18 anys
- Nens menors de 6 anys
- Pacients amb tendències suïcides
- Persones afeblides
- Trastorns de la coagulació
- Embaràs
- Lactància

## Farmacocinètica
Absorció
- Oral: ràpida absorció (alliberament immediat i perllongat).
- Biodisponibilitat: 100%
- Efecte d'administració amb aliments: menor.

Distribució
- VAD: 0,7 L/kg.
- Unió a proteïna: menys del 10%.

Metabolisme
- Fetge, insignificant
- Hidròlisis enzimàtiques, via primària.

Eliminació
- Renal: 66%
- Depuració renal: 0,6 ml/min/kg
- Dialitzable: Si (hemodiàlisi), 50%
- Depuració total: 0,96 ml/min/kg.

Vida mitjana d'eliminació
- Entre 6 i 8 hores.[15]